# Rat für Allgemeine Angelegenheiten
Der Rat für Allgemeine Angelegenheiten (RAA, auch Allgemeiner Rat, englisch General Affairs Council, GAC) ist die Formation im Rat der Europäischen Union, die für den Erhalt der Kohärenz der anderen Ratsformationen zuständig ist. Sein Vorsitzender ist der Außenminister des Landes, das jeweils die Ratspräsidentschaft einnimmt.
Der RAA ist zuständig für alle Fragen aus Politikfeldern, die nicht von anderen Ratsformationen abgedeckt werden. Der Rat versammelt sich einmal pro Monat. So beschließt er über Fragen der EU-Erweiterung oder über den mehrjährigen Finanzrahmen, also die langfristige EU-Haushaltspolitik. Zudem entscheidet er bei strittigen Fragen, welche andere Ratsformation zuständig ist. Die Tagungen des RAA werden vom Ausschuss der Ständigen Vertreter II vorbereitet.
Der RAA wurde durch den Vertrag von Lissabon 2009 neu eingerichtet, nachdem die Gemeinsame Außen- und Sicherheitspolitik aus der Zuständigkeit des alten Rates für Allgemeine Angelegenheiten und Außenbeziehungen (RAA/AB) ausgegliedert wurde. Für diese ist seitdem der neue Rat für Auswärtige Angelegenheiten zuständig.

## Zusammensetzung
Der Allgemeine Rat setzt sich aus jeweils einem hochrangigen Vertreter aus jedem Mitgliedstaat zusammen. In vielen Fällen ist dies der Außenminister des Landes; manche Mitgliedstaaten haben jedoch auch eigene Europaminister. Allerdings kommt es auch vor, dass Länder in einzelnen Sitzungen nur durch einen Staatssekretär oder einen hochrangigen Beamten, etwa ihren Ständigen Vertreter bei der EU, vertreten sind.
Geleitet wird der Rat jeweils von dem Vertreter des Landes, das die halbjährlich rotierende Ratspräsidentschaft innehat.